# Risa H. Wechsler

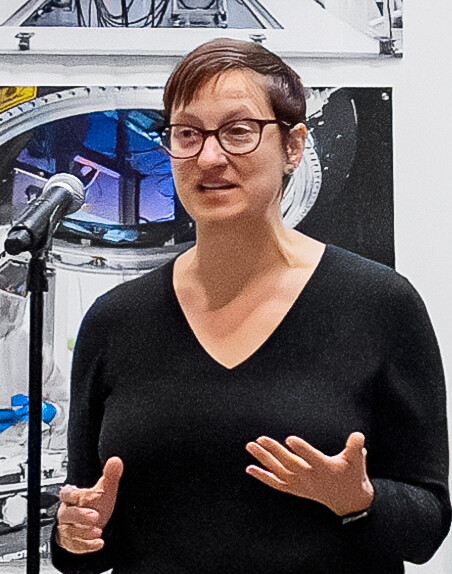
Risa Wechsler (2024)

Risa Heyrman Wechsler (* in Seattle, Washington) ist eine US-amerikanische Teilchenphysikerin und Astrophysikerin an der Stanford University.

## Leben und Wirken
Risa Wechsler erwarb 1996 am Massachusetts Institute of Technology einen Bachelor in Physik und Mathematik und 2001 bei Joel Robert Primack an der University of California, Santa Cruz, mit der Arbeit Dark Halo Merging and Galaxy Formation einen Ph.D. in Physik. Als Postdoktorandin arbeitete sie an der University of Michigan und an der University of Chicago bzw. dem dortigen Kavli Instutute for Cosmological Physics. Seit 2006 ist Wechsler an der Stanford University, zunächst als Assistant Professor, ab 2013 als Associate Professor und seit 2019 auf einer ordentlichen Professur. Stand 2025 ist sie in Stanford Professorin für Physik, Teilchenphysik und Astrophysik sowie seit 2018 Direktorin des Kavli Institute for Particle Astrophysics and Cosmology (KIPAC), einer gemeinsamen Einrichtung von Stanford University und Stanford Linear Accelerator Center, und seit 2024 Direktorin des Center for Decoding the Universe @ Stanford.
Wechsler und Mitarbeiter erforschen die Entstehung kosmologischer Strukturen im Universum und deren Einfluss auf die Entstehung von Galaxien, die Bestimmung des Wesens von Dunkler Materie und Dunkler Energie liegt. Ihre Gruppe erstellt und analysiert numerische Simulationen, entwickelt Modelle der Galaxienentstehung zum Vergleich mit großen Beobachtungsdatensätzen und entwickelt neue Techniken, um anhand dieser Daten die „dunkle Seite“ des Universums zu erforschen. Sie ist am Dark Energy Survey beteiligt, eine Initiative zur Durchmusterung des Himmels.
Wechsler hat laut Google Scholar einen h-Index von 135, laut Datenbank Scopus einen von 107 (jeweils Stand Juli 2025). Seit 2017 ist sie Fellow der American Physical Society, seit 2020 Fellow der American Association for the Advancement of Science. 2023 wurde sie zum Mitglied der American Academy of Arts and Sciences gewählt, 2025 zum Mitglied der National Academy of Sciences.